# Hans Aabech
Hans Vilhelm Aabech (ur. 1 listopada 1948 w Kopenhadze, zm. 8 stycznia 2018 tamże) – duński piłkarz występujący na pozycji napastnika. Ojciec Kima, również piłkarza.

## Kariera klubowa
Aabech karierę rozpoczynał w zespole Skovshoved IF. W 1973 roku został graczem pierwszoligowego klubu Hvidovre IF. W sezonie 1973 zdobył z nim mistrzostwo Danii, a także został uznany piłkarzem roku w Danii. W 1974 roku przeszedł do belgijskiego Club Brugge. W sezonie 1974/1975 zajął z nim 4. miejsce w pierwszej lidze belgijskiej.
W 1975 roku Aabech wyjechał do Holandii, gdzie grał w zespołach Eredivisie – FC Twente oraz De Graafschap. W 1977 roku odszedł do belgijskiego drugoligowca, AS Oostende. Spędził tam dwa sezony, a następnie wrócił do Hvidovre IF. Występował tam w sezonie 1979, a potem odszedł do KB. W sezonie 1980 zdobył z nim mistrzostwo Danii, a także został królem strzelców pierwszej ligi duńskiej z 19 bramkami na koncie.
W 1983 roku Aabech został graczem klubu Lyngby BK. W sezonie 1983 wywalczył z nim mistrzostwo Danii, po czym zakończył karierę.

## Kariera reprezentacyjna
W reprezentacji Danii Aabech zadebiutował 13 października 1973 w zremisowanym 2:2 towarzyskim meczu z Węgrami. W latach 1973–1974 w drużynie narodowej rozegrał 3 spotkania.